# Международная панорама
«Междунаро́дная панора́ма» — тележурнал зарубежных событий Центрального телевидения СССР.

## История
Тележурнал состоял из нескольких рубрик:
- обзор важнейших политических и экономических событий недели;
- борьба трудящихся за свои права;
- безработица и расизм;
- национально-освободительные движения;
- международная безопасность и культура;

Программа имела высокий рейтинг:

Эти позывные собирали у экрана миллионы советских граждан — ведь «Международная панорама» была едва ли не единственным окном в мир. Каждый, садящийся у телевизора, имел свои цели: кто-то ждал финального репортажа о культуре, где вполне могли показать сюжеты из жизни рок- и поп-звёзд и можно было воочию увидеть кумиров, чьи записи полуподпольно переписывались с магнитофона на магнитофон; кто-то приобщался к красивой жизни, глядя на кадры с шикарными автомобилями, интерьерами, невиданной архитектурой и миганием рекламных стендов и «растяжек».
Кто-то действительно интересовался международными событиями в интерпретации более или менее либеральной, особенно, когда на экране появлялся Александр Бовин. Бовин выглядел крайне нестандартно — лохматый, усатый, без галстука, он небрежно разваливался перед камерой и беседовал со зрителями так, словно находился рядом с ними на кухне. О нём было известно, что он является спичрайтером самого Брежнева, а поэтому всё сказанное воспринималось как точка зрения, принятая в верхах.

В качестве вступительной музыкальной заставки в данной телепрограмме использовалась инструметальная композиция «Vibrations» из альбома «Super Psychedelics» (1967) американской сёрф-рок группы «The Ventures». Именно в этой передаче советским зрителям 1 января 1978 года впервые было продемонстрировано выступление группы Boney M., Smokie, Sex Pistols и показан репортаж о новых британских молодёжных движениях «панк» (1977 год) и «моды».

## Критика
В «Международной панораме» начинала свою карьеру Татьяна Миткова. В книге «Битлы перестройки» процитированы воспоминания Владимира Мукусева 1987 года:
Я уже тогда понял, что мы должны из Афганистана уходить. Но даже намекнуть на это с телеэкрана абсолютно невозможно. Не знаю почему, пошёл в «Международную панораму», она была из числа передач-небожителей. И там я встретил никому из телезрителей тогда не известную Татьяну Миткову… Это было лето, время отпусков, она оставалась «на хозяйстве» и вставила мой материал в передачу. Скандал был до небес, ей вкатили выговор.
После ликвидации Гостелерадио СССР в 1991 году студия международных программ и видеообмена РГТРК «Останкино» стала выпускать аналогичный тележурнал под названием «Панорама»: до 1995 года — на 1-м канале «Останкино», в 1996—1997 годах — на НТВ.
С 4 июня 2000 по 22 июля 2001 года программа выходила на РТР с ведущим Александром Гурновым, после возникшего между председателем ВГТРК Олегом Добродеевым и Гурновым конфликта программа была закрыта. С 9 октября 2011 года по 23 декабря 2012 года выходила на телеканале «Просвещение». Ведущий — Эраст Галумов. Всего вышло ~75 выпусков.
С 13 марта 2015 года на телеканале «Россия-24» по пятницам выходит программа «Международное обозрение», которая задумана как продолжение «Международной панорамы». Ведущие — Евгений Примаков (творческий псевдоним — Сандро; до декабря 2020 года), Фёдор Лукьянов (с 25 декабря 2020 года).

## Ведущие
- Александр Бовин[17]
- Генрих Боровик
- Геннадий Герасимов
- Владимир Дунаев
- Валентин Зорин
- Александр Каверзнев
- Борис Калягин
- Дмитрий Киселёв
- Виталий Кобыш
- Томас Колесниченко
- Станислав Кондрашов
- Кипрас Мажейка
- Эдуард Мнацаканов
- Фарид Сейфуль-Мулюков
- Анатолий Овсянников
- Владимир Сухой[18]
- Всеволод Овчинников
- Владимир Осипов
- Игорь Фесуненко
- Николай Шишлин
- Анатолий Потапов
- Владимир Цветов
- Георгий Зубков
- Борис Стрельников
- Спартак Беглов
- Виталий Ильяшенко
- Александр Гурнов
- Эраст Галумов